# 中澤渉
中澤 渉（なかざわ わたる、1973年 - ）は、日本の教育学者、立教大学社会学部社会学科教授。

## 略歴
埼玉県熊谷市生まれ。1992年埼玉県立熊谷高等学校卒業。1998年慶應義塾大学文学部人間関係学科卒業。2003年東京大学大学院教育学研究科博士課程単位取得退学。
2005年「高校入試改革のプロセスと帰結に関する社会学的研究 推薦入学制度の変容に着目して」で博士（教育学）。
2005年兵庫教育大学教育社会調査研究センター助手、2006年東京大学社会科学研究所助手、2007年助教。
2008年東洋大学社会学部専任講師、2011年准教授、2012年大阪大学大学院人間科学研究科准教授、2018年教授。
2014年『なぜ日本の公教育費は少ないのか』でサントリー学芸賞受賞。2020年立教大学社会学部社会学科教授。

## 著書
- 『入試改革の社会学』東洋館出版社 2007
- 『なぜ日本の公教育費は少ないのか 教育の公的役割を問いなおす』勁草書房 2014
- Why Is Public Expenditure on Education in Japan Low? : Re-examining the Public Function of Education　大阪大学出版会、2016
- 『日本の公教育 - 学力・コスト・民主主義』中公新書、2018
- 『学校の役割ってなんだろう』ちくまプリマー新書、2021

### 共編著
- 『格差社会の中の高校生 家族・学校・進路選択』藤原翔共編著 勁草書房 2015
- 『教育と社会階層：ESSM全国調査からみた学歴・学校・格差』中村高康・平沢和司・荒牧草平共編著　東京大学出版会　2018
- 『学ぶ・教える（シリーズ人間科学４）』野村晴夫共編著　大阪大学出版会 2020

## 論文
- <中澤渉